# Pessac
Pessac (occitană Peçac) este un oraș Franța, în departamentul Gironde, în regiunea Aquitania. Face parte din aglomerația orașului Bordeaux. Este înfrățit cu municipiul Galați din România.
1. ↑  répertoire géographique des communes, accesat în 26 octombrie 2015
2. ↑  dataset of postal codes in France, 1 octombrie 2018